# Strada 4 (Bolivia)
La strada 4 (in spagnolo Ruta 4) è una strada statale boliviana che dalla frontiera cilena presso la località di Tambo Quemado, attraversa la parte meridionale ed occidentale del paese sudamericano sino al confine brasiliano presso Puerto Busch.
Il tratto compreso tra Patacamaya ed Caracollo è condiviso con la strada 1. Oltre la frontiera cilena prosegue come Ruta 11-CH mentre oltre il valico brasiliano come BR-262.